# Enya
Enya, døbt Eithne Patricia Ní Bhraonáin (født 17. maj 1961, Gweedore, County Donegal) er en irsk sangerinde, sangskriver, og musiker.
Enya begyndte sin musikalske karriere i 1980, da hun for en kort periode blev en del af familiebandet Clannad, før hun forlod det for at gå solo. Hun opnåede bred anerkendelse for sin musik til BBC tv-serien The Celts fra 1987. Året efter gjorde hendes album Watermark hende endnu mere berømt og hun blev kendt for sin karakteristiske lyd med mange lag stemmer, folkemelodier, syntetiseret baggrundseffekter og æteriske efterklang. Hun har optrådt på ti forskellige sprog.
Enya fortsatte med stabil succes i løbet af 1990'erne og 2000'erne; hendes album A Day Without Rain fra 2000 solgte 15 millioner eksemplarer, og blev det bedst sælgende new age album i 2000'erne USA ifølge Nielsen SoundScan. Hun modtog prisen som verdens bedst sælgende kvinde ved World Music Awards i 2001. Hun er Irlands bedst sælgende solo-musiker. Hun har solgt mere end 75 million CD'er verden over, inklusive over 26,5 millioner albums i USA, hvilket gør hende til en af de bedst sælgende kunstnere nogensinde. Hun har modtaget fire Grammy Awards og en Academy Award-nominering.
Asteroiden 6433 Enya blev opkaldt efter hende i 1997 (opdaget i 1978).

## Liv og karriere

### 1961–83: Musikalsk opvækst og Clannad
Enya blev født og voksede op i Gweedore, County Donegal, i det nordvestlige hjørne af Irland. Hun er en del af en irsktalende katolsk musisk familie, og blev født som den sjette af i alt ni børn. Enya er en omtrentlig transkription af hvordan Eithne bliver udtalt med Donegal dialekt på irsk, som er hendes modersmål. Hendes bedsteforældre var medlemmer af et band, som spillede rundtomkring i Irland, hendes far var leder af Slieve Foy Band før han åbnede Leo's Tavern, og hendes mor spillede i et danseorkester og underviste senere i musik på Pobalscoil Ghaoth Dobhair. Allerede i en ung alder optrådte Enya i pantomimeteatre på Gweedores lokalteater og sang med sine søskende i sin mors kor i St Mary's Catholic Church, Derrybeg. Hun gik på Loreto Community School i Milford, County Donegal og flyttede derefter for at gå på college hvor hun ønskede at blive klassisk pianist. Hun studerede også akvarelmaling.
Enya har fire brødre og fire søstre, hvoraf flere af dem dannede bandet An Clann As Dobhar i 1968. De gav bandet det nye navn Clannad i 1970'erne. I 1980 arbejde Enya med Clannad, hvor bandet bestod af hendes søskende Máire (Moya), Pól, og Ciarán og hendes tvillingeonkler Noel og Pádraig Duggan. Enya spillede keyboard og sang baggrundsvokal på deres album Crann Úll (1980), selvom hun ikke var officielt medlem af gruppen før udgivelsen af Fuaim fra 1981, hvor hun optrådte på coveret. I samme år var Enya også medlem af Ragairne, som var Altans forsanger, Mairéad Ní Mhaonaighs band. I 1982 kort før Clannad blev internationalt kendt for "Theme From Harry's Game", forlod producer og manager Nicky Ryan gruppen og Enya gjorde ligeså for at starte på sin egen solokarriere. Enya etablerede sit eget pladestudie kaldet "Aigle", som er det franske ord for "ørn".

### 1984–87: tidlig solokarriere
Enya indspillede to instrumentalnumre kaldet "An Ghaoth Ón Ghrian" (irsk for "Solvinden") og "Miss Clare Remembers" som blev udgivet på albummet Touch Travel i 1984. Hun blev først krediteret som Enya (i stedet for Eithne) som sangskriver til musikken til filmen The Frog Prince fra 1984, som blev udgivet på et soundtrack med samme navn. En anden tidlig optræden på et album fulgte i 1987 hvor Enya indtalte (ikke sang) irsk på sangen "Never Get Old" på Sinéad O'Connors debutalbum, The Lion and the Cobra.
Enya var forpligtet via sin kontrakt til at lave soundtracket til BBCs tv-dokumentar The Celts i 1987. Musikken, som hun producerede, udkom på hendes første soloalbum, Enya (1987), men det opnåede ikke megen opmærksomhed ved udgivelsen. B-side-singlen "Eclipse" er faktisk en baglæns og modificeret version af Enyas sang "Deireadh An Tuath" fra dette album. Sangen "Boadicea", der også er fra dette album, blev senere samplet og modificeret af The Fugees til deres single "Ready or Not" (1996), hvilket resulterede i et kortvarigt postyr da gruppen oprindeligt hverken bad om tilladelse eller gav Enya anerkendelse. Mario Winans' sang "I Don't Wanna Know" (som indeholder en rappende P. Diddy) samplede the Fugees' sampling, og er officielt krediteret til Winans, Diddy og Enya. Sangen blev Enyas højest placerede single i USA, hvor den toppede som #2 på Hot 100 i 2004.

### 1988-91: International gennembrud,WatermarkogShepherd Moons
Enya fik sit gennembrud i 1988 med albummet Watermark, som indeholdt hittet "Orinoco Flow" (undertiden fejlagtigt kendt som "Sail Away" ). "Orinoco Flow", der eftersigende skulle være opkaldt efter Orinoco Studios (nu Miloco Studios), hvor det blev skrevet, toppede hitlisterne i Storbritannien og toppede som #2 i Tyskland. Watermark-albummet solgte elleve millioner eksemplarer.
Enya blev citeret for at sige: ".. Succesen med Watermark overraskede mig. Jeg havde aldrig tænkt på musik som noget kommercielt, det var noget meget personligt for mig" I et interview sagde Enya også at "Watermark har som tema, søgning, længsel for at nå ud til et svar. Havet er et centralt billede. Det er symbolet for en stor rejse, som er den måde jeg vil beskrive dette album."

Den overraskende succes med Watermark førte til at færdiggørelsen af Enyas tredje single, "Storms in Africa", blev forsinket, fordi hun havde travlt med at rejse verden rundt for at promovere albummet. "Storms in Africa" blev genindspillet til singlen, og deadline blev overskredet. Pladeselskab WEA brugte tv-reklamer til at fremme "Storms in Africa" ved at minde publikum om Enyas to tidligere hits.
Tre år senere fulgte hun med endnu et hitalbum, Shepherd Moons, som solgte tolv millioner eksemplarer og gav Enya sin første Grammy Award. Shepherd Moons er også det af hendes album, der har været længst tid på hitlisterne, idet det var 238 uger på Billboard 200. Sangene "On Your Shore" og "Exile" (fra Watermark) og "Epona" (fra Enya) blev brugt i filmen L.A. Story fra 1991. "Ebudæ" blev også brugt på soundtracket til Robin Williams-filmen Toys, mens 1990-filmen Green Card bruger "River", "Watermark" og "Storms in Africa". "Book of Days" blev brugt fremtrædende i filmen Far and Away, i en version med engelsk tekst, der blev lavet til filmen, og for derefter at erstatte den oprindelige version på irsk, på fremtidige udgaver af Shepherd Moons fra 1993 og fremefter. I 1993 blev hendes indspilning af "Marble Halls" fra Shepherd Moons brugt i Martin Scorsese film, The Age of Innocence.

### 1992–99:The Celts,The Memory of TreesogPaint the Sky with Stars
I 1992 blev en re-mastered version af Enya-albummet udgivet som The Celts, som inkluderer en længere og modificeret version af "Portrait", som fik navnet "Portrait (Out of the Blue)".
Fire år efter Shepherd Moons udgav hun The Memory of Trees (1995), som endnu engang nåede top fem i både Storbritannien og Tyskland, og som det første album nåede det top 10 i USA. Singlerne fra albummet var "Anywhere Is" and "On My Way Home".
I 1997 udgav Enya opsamlingsalbummet Paint the Sky with Stars: The Best of Enya, der atter nåede top fem i Storbritannien og Tyskland. Det indeholdt to nye sange; "Paint the Sky with Stars" og "Only If...", hvoraf sidstnævnte senere blev udgivet som single. ("Only If You Want To", er en tidligere version af "Only If...", som blev udsendt på en promo-CD i Japan under navnet The Best of Enya. Denne udgave har ikke tekst på fransk). Hun fik tilbudt at skrive filmmusikken til James Camerons film Titanic fra 1997, men afslog tilbuddet. En indspilning af hendes sang "Oíche Chiúin" fra 1989, der var en "Silent Night" sunget på irsk, blev udgivet mindst to gange siden; på The Christmas EP (som indeholder adskillige sange, som ikke har forbundet med højtiden) og i 1997 på velgørenhedsalbummet A Very Special Christmas.
Ansett Australia brugte nummeret "Storms in Africa" omfattende til reklamer for flyselskabet, da de re-brandede sig selv i 1990'erne. I filmen Sleepwalkers fra 1992 benyttes "Boadicea" som filmens temamelodi.
"Boadicea" blev også samplet i The Fugees populære sang "Ready or Not", og kan høres i sæson 2, episode 19 af Criminal Minds, med titlen "Ashes and Dust", 24 sekunder inde i episoden.

### 2000–04:A Day Without Rain
Efter en femårig pause udgav Enya albummet A Day Without Rain i 2000, som indeholdt 37 minutter med nyt materiale (34 minutter på den amerikanske version). Albummet er Enyas mest succesfulde til dato, og peakede som #2 på U.S. Billboard 200. Den første single, "Only Time", blev brugt i filmen Sweet November og blev spillet på amerikanske radiostationer i slutningen af 2000. I maj 2001 begyndte NBC at bruge "Only Time" i reklamer til tv-serien Friends, hvilket hjalp sangen til at nå toppen af Adult Contemporary and Adult Top 40 charts.
Efter terrorangrebet den 11. september 2001 blev "Only Time" brugt til mange rapporter om angrebene på i både radio og tv. Enya udgav en specialudgave af sangen og en maxisingle blev udgivet d. 20. november 2001, som indeholdt et popudgave. Provenuen fra salget gik til ofrenes familier. "Only Time" peakede som #10 på U.S. Hot 100, #12 på Pop Chart og nåede #1 på Adult Contemporary and Hot Adult Contemporary charts. I Tyskland kom "Only Time" endnu engang singlehitlisten som #1 og albummet A Day Without Rain nåede #1 nogle uger senere. Enya vandt en Echo Award for bedst sælgende internationale single i Tyskland i 2001, og modtog flere nomineringer for bedst sælgende album.
I 2001 indspillede Enya "May It Be" som blev brugt i The Lord of the Rings: The Fellowship of the Ring, hvilket gav hende en Oscar nominering for bedste sang. Den blev hendes anden single i træk der kom direkte ind som #1 på den tyske singlehitliste. Videoen bestod af scener fra Peter Jacksons film. Enya sang også sangen "Aníron", som blev sunget på Tolkiens elversprog Sindarin, til The Lord of the Rings: The Fellowship of the Ring.
En ny sang kaldet "Sumiregusa" ("Wild Violet") blev baseret på et japansk digt af Roma Ryan. I september 2004 blev sangen brugt i Japan som del af en reklamekampagne for Panasonic. Warner Music Japan udtalte at Enyas næste album havde planlagt udgivelse i Japan i midten af November. Enya udsendte en pressemeddelelse på sin officielle hjemmeside 19. september, hvor hun erklærede at det var en fejl, og at der ikke umiddelbart var noget nyt album i sigte.

### 2005–08:AmarantineogAnd Winter Came...
I november 2005 udkom et nyt album med navnet Amarantine. Det nåede top 10 i både Storbritannien og USA, og peakede som #3 i Tyskland. Albummet vandt også en Grammy Award for Best New Age Album i 2007, hvilket var Enyas fjerde.
I 2006 udgav Enya flere albums med nyt materiale med juletema. Den 10. oktober 2006 blev Sounds of the Season: The Enya Holiday Collection udsendt med seks sange; tidligere udgivet var "Oíche Chiúin" (a.k.a. "Silent Night") og "Amid the Falling Snow", mens der var to nye optagelser af "Adeste Fideles" (a.k.a. "Oh Come All Ye Faithful") og "We Wish You a Merry Christmas", og to nye sange kaldet "Christmas Secrets" og "The Magic of the Night". Cd'en blev kun udgivet i USA i et eksklusivt samarbejde med NBC og Target. Enya vandt prisen for World's Best-Selling Irish Act ved World Music Awards i London d. 19. november 2006.
I slutningen af november blev der udgivet to nye versioner af Amarantine. I Storbritannien blev den genudgivet under navnet Christmas Edition: Amarantine med en ekstra CD der indeholdt fire nye julesange, der tidliger var blevet udgivet på Sounds of the Season (det oprindelige album havde allerede "Amid the Falling Snow" mens "Oíche Chiúin" kom i en optagelse fra 1988 1988, som var blevet udgivet i adskillige opsamlinger). I USA blev en specialudgave udgivet under navnet Amarantine – Deluxe Collector's Edition, som også indeholdt tre postkort og en kopi af Roma Rans bog Water Shows the Hidden Heart, som refererede til det originale album. Canadiske fans kunne vælge imellem Special Christmas Edition af Amarantine eller en EP med titlen Christmas Secrets, som kun indeholdt de fire nye sange.
I midten af 2007 udtalte Enya, at hun havde solgt 80 millioner albums. En amerikansk forretningsmand har opfundet udtrykket "enyanomics" til at forklare Enyas evne til at sælge millioner af albums uden at give nogle koncerter. Det blev defineret som den uforklarlige vækst i salget af en kunstners musik i omvendt forhold til, hvor meget omtale de får.
Den 29. juni 2007 modtog Enya et æresdoktorat fra National University of Ireland, Galway. Kort efter, 10. juli 2007, modtog hun sin anden æresgrad fra University of Ulster.
I november 2008 blev julealbummet And Winter Came… udgivet sammen med en video til sangen "Trains and Winter Rains". Albummet udrykker hendes passion for julen. På nummeret "My! My! Time Flies!" bliver der brugt en guitar, som ellers er et instrument, som sjældent bruges i Enya kompositioner (sidst brugt i "I Want Tomorrow" fra The Celts-soundtracket) og en korversion af den tidligere udgivne sange "Oíche Chiúin". Hun promoverede albummet på morgennyhederne og spillede nogle af sangene live.

### 2009–14:The Very Best of Enya
I marts 2009 udgav Warner Music Japan Enyas første fire albums i et nyt format kaldet SHM-CD. Den 23. november 2009 udgav hun opsamlingsalbummet The Very Best of Enya. Det inkluderer de fleste af hendes hits fra 1987 frem til 2008, samt en ny version af "Aníron", der blev lavet til The Lord of the Rings: The Fellowship of the Ring i 2001. I 2010 samplede sangeren Rihanna "One By One" til sangen "Fading" fra hendes album Loud.
I maj 2011 udtalte Enyas manager i et interview, at hun arbejdede på et nyt album, og at hun sandsynligvis ville støtte udgivelsen med en turne. Dele af optagelserne foregik i Abbey Road Studios i London.
Enyas single "Only Time" blev benyttet i en reklame for Volvos lastbiler, hvori Jean-Claude Van Damme medvirkede. Reklamen blev sendt første gang i november 2013, og actionstjernen udførte et split imellem to kørende lastbiler. Adskillige parodier af reklamen fulgte i de følgende uger, som alle brugte "Only Time", bl.a. en version hvor en computeranimeret Chuck Norris udføre samme split imellem to flyvemaskiner med et hold faldskærmssoldater stående i formation på hans hoved. Den fornyede opmærksomhed gjorde at sangen endnu engang kom ind på Billboard Hot 100 Singles denne gang som #43.

### 2015–nu:Dark Sky Island
I september 2015 optrådte en lille del af en ny sang på hendes officielle hjemmeside forud for hendes ny album, med endnu et uddrag af nummeret der var tilgængeligt i oktober. Den 7. oktober 2015 annoncerede BBC Radio 2 via deres Facebook-side at førstesinglen fra Dark Sky Island ville blive "'Echoes in Rain" og at den ville få premiere i deres morgenshow den følgende dag med Ken Bruce. Efter premieren på "Echoes in Rain", blev der lagt en video med teksten til sangen online på YouTube og den blev gjort tilgængelig digitalt på iTunes og Spotify. Den officielle musikvideo blev udgivet på albummets udgivelsesdag - 20. november, 2015. Enyas official forum, Unity, udgav en trackliste for det kommende album, og senere blev der annonceret en deluxe version med tre bonusnumre.
Nummeret "So I Could Find My Way" blev udgivet 30. oktober 2015. Den tilhørende musikvideo blev udgivet 6. november; og dette var Enyas første optræden siden februar 2009, hvor hun oprtådte med"My! My! Time Flies!" i det irske talkshow The Late Late Show, under promoveringen af albummet And Winter Came… Den 13. november blev albummets anden single, “Even In The Shadows”, udgivet mainstream radio på Ken Bruces BBC Radio 2show, og blev gjort klart til digital udgivelse samme eftermiddag.
Enya promoverede selv Dark Sky Island i radioen og morgen-Tv de Britiske Øer, og startede en verdensomspændende tur, hvor hun blev interviewet til tv og radio i USA og Japan.
Den 13. december 2015 gav Enya en overraskelses-koncert ved Universal Studios Japan Christmas Show i Osaka, Japan, med de to sang "Orinoco Flow" og "Echoes in Rain". Hun kaldte det en "overraskelsesgave" til de japanske fans og komplimenterede den "spektakulære" fejring af dagen.
Dark Sky Island nåede top ti i USA (det solgte tæt på 50.000 eksemplarer i den første uge), #8 i europæiske land (det toppede som #4 i Storbritannien, hvilket var den højeste placering siden Shepherd Moons i 1991), og Australien, og viste bemærkelsesværdig konsistens i succes og salg.

## Musikalsk stil og andre projekter
Som en musikgruppe består Enya af et partnerskab mellem tre personer: Enya selv, som komponerer og udøver musikken; Nicky Ryan,som producer albummene og Roma Ryan, som skriver teksterne på forskellige sprog, på nær irsk, som Enya selv skriver. Enya spiller alle instrumenter og indspiller alle vokaler i sin musik medmindre andet er noteret. Selvom der er visse musikstykker, hvor akustiske instrumenter benyttes, så blive stort set alle lyde fremskab med en synthesizer. Hendes signaturlyd benytter simple arrangementer med adskillige vokaler lagt ind over. Vokalerne bliver indspillet individuelt og bliver lagt oven på hinanden, hvorved der bliver skabt et virtuelt kor. Ifølge Enya har nummeret "Angeles", der er det femte nummer på albummet Shepherd Moons, omkring 500 vokaler oven i hinanden.
Enyas synger mezzosopran. På "Cursum Perficio" fra albummet Watermark når Enya et C en oktav over det midterste C. Senere i samme stykke synger hun et fladt A over en G-nøgle.
På albummet Amarantine synger Enya på japansk og Loxian, som er et sprog opfundet af Roma Ryan. Ordforrådet bliver skabt af Enya, der synger noderne, som Roma skriver med fonetisk skrift. There is no official syntax for Loxian. Mens de fleste sange synges på engelsk, så bliver nogle af Enyas sange sunget på irsk eller latin. Enya har også sunget sange, som har været helt eller delvist på walisisk, spansk, fransk, og sprog opfundet af J. R. R. Tolkien. Enya har sunget flere sange med relation til J. R. R. Tolkiens The Lord of the Rings, inklusive "Lothlórien" fra 1991 (instrumental), "May It Be" fra 2001 (sunget på engelsk og quenya) og "Aníron" (på sindarin), hvoraf de sidste to bliver brugt i Peter Jacksons film The Lord of the Rings: The Fellowship of the Ring og på soundtracket fra albummet. "May It Be" blev nomineret til en Oscar for bedste sang.
Enyas optrædener er "semi-live", hvor der bliver brugt playback-musik og sang. Hun har givet liveoptrædener i forskellige tv-programmer, arrangementer og ceremonier (bl.a. en i Gweedore i sommeren 2005, som faldt sammen med en hyldest til Leo Brennan fra Clannad, som foregik i Letterkenny), men hun har endnu ikke givet en decideret koncert. Enya selv klassificerer ikke selv sin musik som new age-musik. Da hun under et interview blev spurgt hvilken musikgenre hendes musik hørte ind under svarede hun "Enya".

## Privatliv
I 1997 købte Enya en borg i Killiney, syd for Dublin, for £2,5 millioner, og kaldte den Manderley Castle efter huset i hendes yndlingsbog; Daphne du Mauriers Rebecca. Allerede fra udgivelsen af Watermark begyndte Enya at tiltrække stalkere, hvoraf det lykkedes flere at bryde ind i hendes borg og angribe de ansatte der. Som et resultat heraf har Enya brugt et estimeret beløb på £250.000 på sikkerhed i sit hjem. I 1996 stak en mand sig selv ihjel efter at være blevet smidt ud af hendes forældres pub i County Donegal. Han var tidligere blevet set i Dublin, hvor han gik rundt med et billede af Enya om halsen.
I 2006 blev Enya placeret på en tredjeplads over rige irske entertainere med en anslået formue på €109 millioner, og nummer 95 på Sunday Times Rich List 2006 over de 250 rigeste irere.
"Min inspiration kommer fra irsk musik, kirkemusik og klassisk musik" fortalte hun i et interview i 1997.
Udover at have optrådt for paven, har hun optrådt i en liveudsendelse på britisk tv juleaften i 1997, før hun fløj hjem til County Donegal hvor hun sluttede sig til sin familie ved midnatsmessen. Hun synger stadig i sin mors kor hver jul til midnatsmessen i St. Mary's Church.

## Notable priser og hyldester
- Golden Raspberry Award nominering (1992) for Worst Original Song for "Book of Days".
- Grammy Awards 1993, Best New Age Album for Shepherd Moons
- Grammy Awards 1997, Best New Age Album for The Memory of Trees[74]

- Grammy Awards 2002, Best New Age Album for A Day Without Rain[75]
- Grammy Awards 2007, Best New Age Album for Amarantine
- Academy Award nominering (2001) for Best Original Song for "May It Be".
- Golden Globe Award nominering (2001) for Best Original Song for "May It Be".
- Asteroiden 6433 Enya, der blev opdaget d. 18. november 1978 af Antonín Mrkos på Kleť Observatorium, er opkaldt efter hende.[76]
- Enya er omdrejningspunktet i sangen "Pumping Iron for Enya" af Atom and His Package på deres album Making Love fra 1999
- Age of Electrics sang "Enya" handler om Enya.
- Karakteren Enya Geil i manga-serien Jojo's Bizarre Adventure er opkaldt efter hende.

## Diskografi
- Enya (1987) (genudgivet i 1992 som The Celts)
- Watermark (1988)
- Shepherd Moons (1991)
- The Memory of Trees (1995)
- A Day Without Rain (2000)
- Amarantine (2005)
- And Winter Came... (2008)
- Dark Sky Island (2015)

### Videoudgivelser
Den første officielle videoudgivelse med en samling af Enyas musik blev udgivet på VHS og laserdisc af Warner Music i 1991, under navnet Moonshadows. Den indeholdt de fleste af hendes musikvideoer frem til dette år, og blev udgivet i både Storbritannien og Nordamerika.
I 2000 udgav Warner Music Enya: The Video Collection på DVD i Europa, Sydafrika og Asien, som samlede alle hendes videoer fra "Orinoco Flow" til og med "Wild Child", bortset fra videoen fra "Book of Days", som blev erstattet med en live tv-optræden som følge af komplikationer med licensen til optagelserne fra filmen Far and Away. DVD-udgivelsen indeholdt også interviews og materiale bag om optagelserne til to af videoerne.
I Nordamerika blev udgivelsen af Video Collection-DVD'en annonceret ved adskillige lejligheder i løbet af 2000-2001, men skete aldrig; en officiel forklaring fulgte aldrig. På et tidspunkt blev annonceret at forsinkelsen skyldtes, at videoen til "May it Be" også kunne komme med, mens den nu nedlagte fanside rapporterede at uoverensstemmelser over lydkvaliteten var årsag til forhalingerne.
I DVD-udgaven af BBC Videos udgivelse af The Celts, var der inkluderet flere optagelser af Enyas optrædener med sange fra 1980'erne. Den blev udgivet i Storbritannien og Nordamerika.
I november 2009 blev deluxe-versionen af The Very Best of Enya udgivet, som inkluderede en bonus-DVD der indeholdt størstedelen af musikvideoerne fra 2001-udgivelsen, dokumentarer om udgivelserne og videoer fra Enyas albums fra 2001. Denne DVD blev distribueret i Nordamerika og kunne stadig købes i 2014.

### Musikvideoer
Der er lavet musikvideoer til følgende af Enyas sange:
- "Aldebaran" (1987)
- "I Want Tomorrow" (1987)
- "Fairytale" (1987)
- "Orinoco Flow" (1988)
- "Storms in Africa" (1989)
- "Evening Falls" (1989)
- "Exile" (1990)
- "How Can I Keep from Singing?" (1991)
- "Caribbean Blue" (1991)
- "The Celts" (1992)
- "Book of Days" (1992)
- "Anywhere Is" (1995)
- "On My Way Home" (1996)
- "Only If..." (1997)
- "Only Time" (2000)
- "Wild Child" (2001)
- "Only Time (Remix)" (2001)
- "May It Be" (2001)
- "Amarantine" (2005)
- "It's in the Rain" (2006)
- "Trains and Winter Rains" (2008)